# Штабы Навального
«Штабы́ Нава́льного» — российская сеть региональных организаций, основанная оппозиционным лидером Алексеем Навальным в рамках президентской кампании в 2017 году. Просуществовала до апреля 2021 года, когда было объявлено о ликвидации штабов в связи с требованием прокуратуры Москвы о признании «общественного движения „Штабы Навального“» экстремистской организацией.
На пике президентской кампании Навального в регионах России действовал 81 штаб, включая 11 «народных» — открытых по инициативе местных жителей собственными силами. После президентских выборов 2018 года продолжили работу штабы в 45 основных регионах, их профиль сменился на региональную политику.
4 октября 2022 года начальник сети штабов Леонид Волков заявил о восстановлении штабов в формате децентрализованного антивоенного движения в анонимном режиме. 23 декабря это было объявлено на YouTube-канале «Навальный LIVE».

## История

### Президентская кампания
В декабре 2016 года Алексей Навальный объявил о начале президентской кампании «Навальный 2018». В рамках неё было анонсировано создание по стране региональных предвыборных штабов, в которых планировалось собирать подписи за выдвижение оппозиционера в президенты и организовывать агитацию за кандидата в регионах с привлечением волонтёров. Первый штаб был открыт в Санкт-Петербурге 4 февраля 2017 года. Его открытие прошло с участием самого Навального: он провёл пресс-конференцию и встретился с волонтёрами, что стало в дальнейшем постоянной практикой.
Открытие региональных штабов часто сопровождалось проблемами: на арендодателей помещений оказывалось давление, штабы подвергались вандализму, сам Навальный несколько раз пропускал открытия в связи с административными арестами и становился жертвой нападений. Уже после открытия многие штабы подвергались атакам провластных активистов и вандалов, визитам силовиков (иногда с изъятием агитационных материалов и техники) или арестам сотрудников.

### После президентской кампании
После завершения предвыборной кампании и «забастовки избирателей» были закрыты штабы в наименее значимых регионах, при этом некоторые из них какое-то время продолжали работу в качестве «народных штабов». Штабы в 45 ключевых регионах продолжили работу, переформатировавшись в региональные политические организации.
В августе 2019 года Следственный комитет возбудил дело о отмывании Фондом борьбы с коррупцией 1 миллиарда рублей. В рамках этого дела в офисе ФБК, штабах Навального по всей России, у их сотрудников и волонтёров прошло несколько волн обысков, были заблокированы счета юридических и физических лиц. Руководитель сети штабов Леонид Волков заявлял, что дело возбуждено с целью разгрома политической организации Навального, а также подчёркивал, что Фонд борьбы с коррупцией, против которого было заведено дело, не имеет юридического отношения к штабам Навального. Несмотря на давление, связанное с уголовным делом, штабы Навального не прекратили работу.

### Запрет в России
16 апреля 2021 года прокуратура Москвы подала иск о признании штабов Навального и ФБК экстремистскими организациями. 26 апреля прокуратура приняла решение о приостановлении деятельности «общественного движения „Штабы Навального“» (юридически никогда не существовавшего). 29 апреля начальник сети штабов Леонид Волков объявил о том, что штабы официально распущены во избежание преследования сотрудников и активистов по статьям об экстремизме. Вместе с тем было анонсировано, что некоторые штабы будут реорганизованы в самостоятельные региональные политические организации, не связанные с ФБК и Алексеем Навальным.
9 июня 2021 года Мосгорсуд в закрытом заседании признал «общественное движение „Штабы Навального“» и ФБК экстремистскими организациями и запретил их деятельность на территории России. Штабы к этому моменту были распущены уже более месяца. 4 августа Первый апелляционный суд утвердил решение о признании организаций экстремистскими, наделив ранее принятое Мосгорсудом решение законной силой.
В ходе процесса признания штабов Навального экстремистской организацией в связи с угрозой преследования страну покинули многие из их экс-координаторов, часть оставшихся в России находились под следствием. 15 бывших координаторов продолжили заниматься политикой, объявив о выдвижении в Госдуму или местные органы власти. В связи с принятым 4 июня 2021 года «законом против ФБК» ни один из них не был допущен до участия в выборах в качестве кандидата (либо был вынужден прекратить кампанию).
9 ноября 2021 года в Уфе задержали и впоследствии отправили в СИЗО Лилию Чанышеву — бывшего координатора городского штаба Навального. Её обвинили в руководстве экстремистским сообществом, несмотря на её уход с поста координатора до признания организации экстремистской (де-факто применив обратную силу закона). 28 декабря прошли обыски у экс-координаторов штабов Ксении Фадеевой (Томск) и Захара Сарапулова (Иркутск). Им предъявили обвинение и запретили определённые действия в качестве меры пресечения.

### Возобновление работы
4 октября 2022 года Иван Жданов и Леонид Волков объявили о восстановлении организации в связи с усилением в России протестных настроений из-за начавшейся мобилизации. Согласно их заявлениям, новая организация будет децентрализованной и анонимной, больше похожей на «подпольную партизанскую сеть». На официальном сайте Навального была размещена анкета для регистрации в штабах нового формата.

### Обмен заключённых глав штабов Россией со странами Запада
Главы штабов Навального — Лилия Чанышева, Ксения Фадеева и Вадим Останин и городах Уфа, Томск и Барнаул соответственно; ранее осужденные: за создании экстремистского сообщества, Фадеева и Останин также за участие в НКО, «посягающей на права граждан», и приговорённые на сроки 9 до 9,5 лет каждый; вошли в список 16 обмененных со стороны России и Белоруссии на 8 заключённых со стороны Запада. Обмен состоялся 1 августа 2024 года.

## Деятельность
Изначально штабы Навального разворачивались по России в рамках президентской кампании политика для решения трёх основных задач: подготовки к сбору подписей, подготовки наблюдателей и агитации. В них также проводились встречи сторонников и волонтёров, обучения, семинары и другие мероприятия. Летом 2017 года начался активный этап уличной агитации во всех городах присутствия штабов: волонтёры кампании участвовали в «кубах» — пикетах с использованием агитационной конструкции в форме куба, на которых собирались подписи граждан за выдвижение Навального в качестве кандидата в президенты в декабре 2017 года. В дальнейшем эти подписи предстояло верифицировать и в сжатые сроки внести в официальные подписные листы. Штабы также освещали собственную деятельность в соцсетях и на YouTube.
В 2017 году региональные штабы организовывали акции протеста, объявленные Навальным, в своих городах: 26 марта (митинги «#ДимонОтветит»), 12 июня (митинги «Требуем ответов») и 7 октября (пикеты «#ЗаНавального»). Мероприятия пытались согласовывать с властями, но в некоторых городах люди выходили на улицы и без разрешения местных администраций. Штабы обеспечивали юридическую и иную помощь задержанным участникам акций.
24 декабря 2017 года штабы организовали в 20 городах инициативные группы по выдвижению Алексея Навального в кандидаты на президентских выборах. 25 декабря ЦИК России отказался регистрировать политика кандидатом, в связи с чем командой Навального была объявлена «Забастовка избирателей», на участие в которой были перестроены региональные штабы. Также штабами было организовано наблюдение на президентских выборах в ключевых регионах, включая Чечню, известную по масштабным фальсификациями на выборах, преследованию нелояльно настроенных граждан и нарушениям прав человека.
После президентских выборов 2018 года сеть штабов была сокращена до 45 самых успешных и перестроена под работу над политическими проектами преимущественно по местной повестке. Некоторые штабы продолжили работу в режиме «народных» — без финансирования со стороны федерального штаба. Все активные штабы участвовали в организации акций протеста вплоть до закрытия сети в апреле 2021 года, среди них:
- Протесты против повышения пенсионного возраста (2018)
- Протесты в Москве (2019)
- Протесты в поддержку Алексея Навального (2021)

## Список региональных штабов Навального
| № | Город                | Дата открытия                   | Дата закрытия                    | Штаб открывал                                                                           | Примечания |
| --- | -------------------- | ------------------------------- | -------------------------------- | --------------------------------------------------------------------------------------- | --- |
| 1 | Санкт-Петербург      | 4 февраля 2017 года             | 26 апреля 2021 года              | Алексей Навальный                                                                       | |
| 2 | Новосибирск          | 18 февраля 2017 года            | 26 апреля 2021 года              | Алексей Навальный                                                                       | |
| 3 | Екатеринбург         | 25 февраля 2017 года            | 26 апреля 2021 года              | Алексей Навальный                                                                       | |
| 4 | Самара               | 3 марта 2017 года               | 26 апреля 2021 года              | Алексей Навальный                                                                       | |
| 5 | Уфа                  | 4 марта 2017 года               | 26 апреля 2021 года              | Алексей Навальный                                                                       | |
| 6 | Казань               | 5 марта 2017 года               | 26 апреля 2021 года              | Алексей Навальный                                                                       | |
| 7 | Нижний Новгород      | 6 марта 2017 года               | 26 апреля 2021 года              | Алексей Навальный                                                                       | |
| 8 | Томск                | 17 марта 2017 года              | 26 апреля 2021 года              | Алексей Навальный                                                                       | |
| 9 | Кемерово             | 18 марта 2017 года              | 26 апреля 2021 года              | Алексей Навальный                                                                       | |
| 10 | Барнаул              | 20 марта 2017 года              | 26 апреля 2021 года              | Алексей Навальный                                                                       | В ходе открытия штаба Навального облили зелёнкой. Проработал после завершения президентской кампании до 31 марта 2018 года. Был перезапущен 3 сентября 2019. |
| 11 | Бийск                | 20 марта 2017 года              | 9 ноября 2018 года               | Алексей Навальный                                                                       | После окончания президентской кампании проработал 7 месяцев в качестве «народного штаба». |
| 12 | Волгоград            | 24 марта 2017 года              | 26 апреля 2021 года              | Алексей Навальный                                                                       | |
| 13 | Саратов              | 25 марта 2017 года              | 26 апреля 2021 года              | Алексей Навальный                                                                       | |
| 14 | Воронеж              | 7 апреля 2017 года              | 26 апреля 2021 года              | Леонид Волков (Навальный отбывал административный арест 26 марта — 10 апреля 2017 года) | |
| 15 | Ростов-на-Дону       | 8 апреля 2017 года              | 26 апреля 2021 года              | Леонид Волков (Навальный отбывал административный арест 26 марта — 10 апреля 2017 года) | |
| 16 | Краснодар            | 8 апреля 2017 года              | 26 апреля 2021 года              | Леонид Волков (Навальный отбывал административный арест 26 марта — 10 апреля 2017 года) | |
| 17 | Ставрополь           | 9 апреля 2017 года              | 4 августа 2020 года              | Леонид Волков (Навальный отбывал административный арест 26 марта — 10 апреля 2017 года) | |
| 18 | Тюмень               | 14 апреля 2017 года             | 26 апреля 2021 года              | Алексей Навальный                                                                       | |
| 19 | Челябинск            | 15 апреля 2017 года             | 26 апреля 2021 года              | Алексей Навальный                                                                       | Навальный после открытия штаба выступил на митинге противников строительства Томинского ГОК. |
| 20 | Владимир             | 21 апреля 2017 года             | 9 ноября 2018 года               | Алексей Навальный                                                                       | После окончания президентской кампании проработал 6 месяцев и 28 дней в качестве «народного штаба». В марте 2021 года был анонсирован перезапуск штаба для участия в избирательной кампании в Госдуму, не состоявшийся в связи с требованием прокураторы Москвы о признании штабов Навального экстремистской организацией. |
| 21 | Иваново              | 21 апреля 2017 года             | 4 марта 2020 года                | Алексей Навальный                                                                       | |
| 22 | Кострома             | 22 апреля 2017 года             | 13 октября 2020 года             | Алексей Навальный                                                                       | |
| 23 | Ярославль            | 22 апреля 2017 года             | 26 апреля 2021 года              | Алексей Навальный                                                                       | |
| 24 | Вологда              | 23 апреля 2017 года             | 3 апреля 2018 года               | Алексей Навальный                                                                       | После окончания президентской кампании какое-то время продолжал политическую деятельность. |
| 25 | Череповец            | 23 апреля 2017 года             | 1 апреля 2018 года               | Алексей Навальный                                                                       | |
| 26 | Астрахань            | 28 апреля 2017 года             | 31 марта 2018 года               | Алексей Навальный                                                                       | |
| 27 | Красноярск           | 12 мая 2017 года                | 26 апреля 2021 года              | Леонид Волков (Навальный восстанавливался после оперирования глаза в Барселоне)         | |
| 28 | Хабаровск            | 13 мая 2017 года                | 26 апреля 2021 года              | Леонид Волков (Навальный восстанавливался после оперирования глаза в Барселоне)         | |
| 29 | Комсомольск-на-Амуре | 14 мая 2017 года                | 31 марта 2018 года               | Алексей Навальный                                                                       | |
| 30 | Владивосток          | 15 мая 2017 года                | 26 апреля 2021 года              | Алексей Навальный                                                                       | |
| 31 | Пенза                | 19 мая 2017 года                | 26 апреля 2021 года              | Алексей Навальный                                                                       | |
| 32 | Саранск              | 20 мая 2017 года                | 5 ноября 2019 года               | Алексей Навальный                                                                       | Открытие штаба прошло в поле из-за давления на площадки, где планировалась встреча с волонтёрами. 31 марта 2018 года штаб лишился помещения, но продолжал работу до 2 октября 2018 года. Был перезапущен 30 июля 2019 года и проработал до 5 ноября.                                                                       |
| 33 | Ульяновск            | 20 мая 2017 года                | 31 марта 2018 года               | Алексей Навальный                                                                       | |
| 34 | Йошкар-Ола           | 21 мая 2017 года                | 31 марта 2018 года               | Алексей Навальный                                                                       | |
| 35 | Чебоксары            | 21 мая 2017 года                | 26 апреля 2021 года              | Алексей Навальный                                                                       | |
| 36 | Тамбов               | 26 мая 2017 года                | 26 апреля 2021 года              | Алексей Навальный                                                                       | Открытие штаба прошло в ангаре оптовой базы из-за давления на площадки, где планировалась встреча с волонтёрами. |
| 37 | Рязань               | 26 мая 2017 года                | 18 октября 2019 года             | Алексей Навальный                                                                       | Проработал после завершения президентской кампании до 1 октября 2018 года. Был перезапущен 2 сентября 2019 года, закрылся в связи с потерей техники и помещения 18 октября. |
| 38 | Тула                 | 27 мая 2017 года                | 30 марта 2018 года               | Алексей Навальный                                                                       | |
| 39 | Калуга               | 27 мая 2017 года                | 2 октября 2018 года              | Алексей Навальный                                                                       | После окончания президентской кампании проработал полгода в качестве «народного штаба» без помещения. |
| 40 | Псков                | 28 мая 2017 года                | 26 апреля 2021 года              | Алексей Навальный                                                                       | |
| 41 | Великий Новгород     | 28 мая 2017 года                | 30 марта 2018 года               | Алексей Навальный                                                                       | |
| 42 | Тверь                | 29 мая 2017 года                | 26 апреля 2021 года              | Алексей Навальный                                                                       | |
| 43 | Смоленск             | 29 мая 2017 года                | декабрь 2019 года                | Алексей Навальный                                                                       | Проработал после завершения президентской кампании до 2 октября 2018 года. Был перезапущен 6 мая 2019 года и действовал до декабря 2019 года. |
| 44 | Москва               | 29 мая 2017 года                | 26 апреля 2021 года              | Коллектив штаба                                                                         | Открытие несколько раз срывалось из-за давления на площадки, где планировалась встреча с волонтёрами. Штаб заработал 29 мая 2017 года без официального открытия и участия Навального. 31 мая он провёл в нём спонтанную встречу с волонтёрами.                                                                             |
| 45 | Пермь                | 9 июня 2017 года                | 26 апреля 2021 года              | Алексей Навальный                                                                       | |
| 46 | Ижевск               | 10 июня 2017 года               | 26 апреля 2021 года              | Алексей Навальный                                                                       | После окончания президентской кампании проработал полгода в качестве «народного штаба» 5 месяцев и 13 дней. 25 октября 2018 года возобновил работу в качестве «народного штаба». |
| 47 | Братск               | 17 июня 2017 года               | 31 марта 2018 года               | Леонид Волков                                                                           | |
| 48 | Иркутск              | 17 июня 2017 года               | 26 апреля 2021 года              | Леонид Волков                                                                           | |
| 49 | Омск                 | 18 июня 2017 года               | 26 апреля 2021 года              | Леонид Волков                                                                           | |
| 49* | Тара                 | 18 июня 2017 года (по плану)    |                                  |                                                                                         | Открытие не состоялось по причине давления на местных сторонников. |
| 50 | Орёл                 | 20 июня 2017 года               | 30 марта 2018 года               | Коллектив штаба (Навальный отбывал административный арест 12 июня — 7 июля 2017 года)   | |
| 51 | Киров                | 21 июня 2017 года               | 26 апреля 2021 года              | Коллектив штаба (Навальный отбывал административный арест 12 июня — 7 июля 2017 года)   | Проработал после завершения президентской кампании до 26 марта 2018 года. Был перезапущен 1 апреля 2021 года и проработал до 26 апреля. |
| 52* | Жуковский            | 27 июня 2017 года               | март 2018 года                   | Местные сторонники Навального                                                           | «Народный штаб» возглавил Алексей Гаскаров — бывший фигурант «Болотного дела». |
| 53* | Бузулук              | 27 июня 2017 года               | 18 июля 2017 года (позже)        | Местные сторонники Навального                                                           | «Народный штаб» закрылся до окончания президентской кампании. |
| 54* | Выкса                | 27 июня 2017 года               | март 2018 года                   | Местные сторонники Навального                                                           | |
| 55* | Ессентуки            | 27 июня 2017 года               | 26 августа 2017 года (или позже) | Местные сторонники Навального                                                           | «Народный штаб» закрылся до окончания президентской кампании. |
| 56* | Горно-Алтайск        | 30 июня 2017 года               | январь 2018 года                 | Местные сторонники Навального                                                           | |
| 57 | Новокузнецк          | 3 июля 2017 года                | 20 июля 2018 года                | Коллектив штаба (Навальный отбывал административный арест 12 июня — 7 июля 2017 года)   | |
| 58 | Курган               | 3 июля 2017 года                | 26 апреля 2021 года              | Коллектив штаба (Навальный отбывал административный арест 12 июня — 7 июля 2017 года)   | Проработал после завершения президентской кампании до 30 марта 2018 года. Был перезапущен 6 мая 2019 года и проработал до 26 апреля 2021 года. |
| 60 | Калининград          | 6 июля 2017 года                | 26 апреля 2021 года              | Коллектив штаба (Навальный отбывал административный арест 12 июня — 7 июля 2017 года)   | |
| 59 | Оренбург             | 6 июля 2017 года                | 10 июня 2020 года                | Леонид Волков                                                                           | После окончания президентской кампании (с 10 апреля 2018 года) проработал больше года в качестве «народного штаба». Был перезапущен в качестве официального штаба 15 июля 2019 года и проработал до 10 июня 2020 года. |
| 61 | Брянск               | 14 июля 2017 года               | 10 ноября 2020 года              | Коллектив штаба                                                                         | Проработал после завершения президентской кампании до 31 марта 2018 года. Был перезапущен в качестве официального штаба 24 августа 2019 года и проработал до 10 ноября 2020 года. |
| 62 | Сыктывкар            | 19 июля 2017 года               | 31 марта 2018 года               | Коллектив штаба                                                                         | |
| 63 | Чита                 | 24 июля 2017 года               | 30 марта 2018 года               | Коллектив штаба                                                                         | В марте 2021 года был анонсирован перезапуск штаба для участия в избирательной кампании в Госдуму, не состоявшийся в связи с требованием прокураторы Москвы о признании штабов Навального экстремистской организацией. |
| 64 | Мурманск             | 26 июля 2017 года               | 26 апреля 2021 года              | Леонид Волков (по видеосвязи)                                                           | |
| 65* | Березники            | 29 июля 2017 года               | 11 июля 2018 года                | Местные сторонники Навального                                                           | |
| 66* | Воркута              | 29 июля 2017 года               | февраль 2018 года                | Местные сторонники Навального                                                           | |
| 67* | Магадан              | 30 июля 2017 года               | март 2018 года                   | Местные сторонники Навального                                                           | |
| 68 | Сочи                 | 31 июля 2017 года               | 31 марта 2018 года               | Коллектив штаба                                                                         | |
| 69 | Курск                | 1 августа 2017 года             | май 2018 года                    | Коллектив штаба                                                                         | В марте 2021 года был анонсирован перезапуск штаба для участия в избирательной кампании в Госдуму, не состоявшийся в связи с требованием прокураторы Москвы о признании штабов Навального экстремистской организацией. |
| 70 | Белгород             | 2 августа 2017 года             | 26 апреля 2021 года              | Коллектив штаба                                                                         | После ликвидации штаба прежний его бывший координатор основал независимое политическое движение «Аполитичность губит». |
| 71 | Орск                 | 7 августа 2017 года             | 31 марта 2018 года               | Коллектив штаба                                                                         | |
| 72 | Тольятти             | 11 августа 2017 года            | 30 марта 2018 года               | Леонид Волков                                                                           | |
| 73 | Улан-Удэ             | 11 августа 2017 года            | 11 ноября 2018 года              | Коллектив штаба                                                                         | После окончания президентской кампании проработал 7 месяцев и 11 дней в качестве «народного штаба». В марте 2021 года был анонсирован перезапуск штаба для участия в избирательной кампании в Госдуму, не состоявшийся в связи с требованием прокураторы Москвы о признании штабов Навального экстремистской организацией. |
| 74* | Королёв              | 11 августа 2017 года            | 31 марта 2018 года               | Местные сторонники Навального                                                           | |
| 75 | Архангельск          | 15 августа 2017 года            | 26 апреля 2021 года              | Леонид Волков (по видеосвязи)                                                           | |
| 76* | Тосно                | 19 августа 2017 года            | 30 января 2018 года              | Местные сторонники Навального                                                           | Закрытие сопровождалось публикациями в провластных СМИ, где сообщалось о критике координаторов в адрес федерального штаба кампании. |
| 77 | Петрозаводск         | 28 августа 2017 года            | 31 марта 2018 года               | Коллектив штаба                                                                         | |
| 78 | Якутск               | 2 сентября 2017 года            | март 2018 года                   | Леонид Волков (по видеосвязи)                                                           | |
| 79 | Липецк               | 3 сентября 2017 года            | 26 апреля 2021 года              | Коллектив штаба, региональный менеджер                                                  | Открытие несколько раз срывалось из-за давления на собственников помещений и в итоге прошло на открытом воздухе. В нём, среди прочих, участвовал журналист Андрей Лошак. Проработал после завершения президентской кампании до 29 марта 2018 года, возобновил работу в качестве «народного штаба» 6 апреля.                |
| 80 | Старый Оскол         | 3 сентября 2017 года            | 31 марта 2018 года               | Леонид Волков (по видеосвязи)                                                           | |
| 81* | Магнитогорск         | 10 сентября 2017 года           | 28 февраля 2019 года             | Местные сторонники Навального                                                           | |
| 82* | Ейск                 | 28 октября 2017 года            | 16 апреля 2018 года              | Местные сторонники Навального                                                           | |
| 83* | Мытищи               | 18 ноября 2017 года             | 15 апреля 2018 года (позже)      | Местные сторонники Навального                                                           | |
| 84* | Горячий Ключ         | 11 декабря 2017 года (не позже) | 29 января 2018 года              | Местные сторонники Навального                                                           | Закрытие сопровождалось публикациями в провластных СМИ, где сообщалось о критике координаторов в адрес федерального штаба кампании. |
| 85* | Калининск            | 7 декабря 2017 года             | 1 февраля 2018 года              | Местные сторонники Навального                                                           | Закрытие сопровождалось публикациями в провластных СМИ, где сообщалось о критике координаторов в адрес федерального штаба кампании. |
| 86* | Великие Луки         | 19 декабря 2017 года            | март 2018 года                   | Местные сторонники Навального                                                           | |
| - Жёлтым цветом отмечены 5 штабов, не вошедших в итоговую статистику на сайте президентской кампании. - Звёздочкой отмечены 16 «народных штабов», открытых силами местных жителей. - Звёздочкой и розовым цветом отмечен «народный штаб», открытие которого не состоялось. |                      |                                 |                                  |                                                                                         | |